# Coes (Berg)
Der Coes ist ein Berg in Osttimor. Er befindet sich an der Grenze zwischen den Aldeias Piron (Suco Lontas) und Gole (Suco Deudet) und hat eine Höhe von 1205 m. Nördlich verläuft die Überlandstraße aus Taroman und Suai in Richtung Ozo. Nordöstlich liegt der Holpolec (1256 m), westlich der Mupiesse (1176 m) und beim Ort Piron der Foho Leten (1173 m). Der Coes liegt zwischen dem Quellgebiet des Foura im Osten und des Silac (einem Nebenfluss des Ruiketan) im Südwesten.